# MaDonal
MaDonal (em curdo: مادۆنال) é um restaurante localizado na cidade de Suleimânia, no Curdistão iraquiano. Ele foi projetado para se assemelhar à maior cadeia de fast food do mundo, a McDonald's, tanto na aparência quanto no menu; por exemplo, o menu do MaDonal inclui "Big Macks''. É um dos dois restaurantes do tipo McDonald's na cidade; o outro, Matbax, afirma que o MaDonal é de "qualidade barata". 
O proprietário, Suleiman Qassab, lutou na resistência curda durante a década de 1970. Ele se refugiou em Viena, Áustria, onde conseguiu um emprego como cozinheiro no McDonald's. Na década de 1990, ele solicitou licenças para criar um McDonald's no Iraque, mas a McDonald's Corporation o recusou, devido às sanções econômicas impostas durante o regime de Saddam Hussein, bem como à economia controlada do Iraque na época. Em resposta, ele estabeleceu o Restaurante MaDonal, que ainda está em atividade.
Desde o estabelecimento do MaDonal, Qassab ofereceu comida grátis para as forças dos EUA, foi ameaçado, e tornou-se uma "celebridade curda". Qassab espera um dia transformar MaDonal em um restaurante McDonald's real.

## Referência
1. ↑  «Suleimaniya». 2003